# Алкалаев, Константин Константинович
Константи́н Константи́нович Алкала́ев (14 [27] декабря 1901, Либава — 29 марта 1973, Иркутск) — профессор, доктор медицинских наук, ректор Иркутского медицинского института.

## Биография

### Детство
Константин Константинович Алкалаев родился в Либаве 14 (27) декабря 1901 года. При рождении носил двойную фамилию — Алкалаев-Калагеоргий, однако после революции, как и большинство его ближайших родственников, оставил лишь первую часть фамилии.
Отец — Константин Константинович Алкалаев-Калагеоргий (1866 — ок. 1921), выпускник Императорского училища правоведения (1888), сын Константина Николаевича Алкалаева-Калагеоргия (1825—1885), ярославского полицмейстера. Мать — Агата (Агафья) Ивановна Корх (1871—1941), внучка П. Н. Замятнина. В семье было четверо детей: Людмила (1892 — ок. 1980), Владимир (1894—1938; как и отец, окончил Училище правоведения) и близнецы Константин и Елена (1901—1987).
Отец К. К. Алкалаева в течение нескольких лет был членом Варшавской судебной палаты (к концу карьеры дослужился до чина действительного статского советника), поэтому семья в это время жила в Варшаве, на Маршалковской улице. В первой половине 1914 года Агата Ивановна с младшими детьми отправилась в путешествие во Францию, где они застали начало первой мировой войны. Из Франции вернулись в Москву, вынужденно оставив всё имущество в Варшаве.

### Гражданская война
В годы гражданской войны Алкалаев воевал в рядах Красной Армии на Восточном, Туркестанском и Южном фронтах, был отмечен рядом правительственных наград. К этому периоду относится его женитьба на Елене Александровне Андерс (1905—1924), дочери Александра Карловича Андерса, бывшего начальником штаба М. В. Фрунзе. От этого брака — дочь Елена (1924—1990), вышедшая замуж за Олега Всеволодовича Чижова (1926—2008), внука Д. М. Маркелова и В. А. Чижова.

### Между войнами
В 1921 году Алкалаев поступает на лечебный факультет Харьковской медицинской академии. В 1924 году (очевидно, после смерти жены) переезжает в Москву, куда к этому времени перебрались его родители, сестры и брат, и переводится на медицинский факультет первого Московского государственного университета, который заканчивает в 1927 году.
Вскоре после окончания университета организует и возглавляет челюстно-лицевой стационар во Владивостоке, одновременно руководя городской стоматологической поликлиникой и преподавая в зубоврачебной школе. В 1938 году переезжает с семьёй в Воронеж.  
В 1935 году женился на Марии Яковлевне Мизе́рной (1915—2001), c которой у них было трое детей — Владимир (1935—1991), Борис (1937–2024) и Ольга (1939—2018).
В 1939 году К. К. Алкалаев защитил кандидатскую диссертацию по теме «Сидементография в клинике одонтогенных инфекций» и стал доцентом кафедры хирургической стоматологии Воронежского стоматологического института. 

### Великая Отечественная война
Вместе с женой служил в прифронтовых госпиталях (он — хирургом, она — медсестрой). Войну закончил в Австрии в звании майора медицинской службы. В Воронеж больше не возвращался (дом был разбомблен, более того, сразу по окончанию войны получил назначение в Иркутск). Был награждён Орденом Красной Звезды (1944) и Орденом Отечественной войны II степени (1945).

### После войны
В 1945 году К. К. Алкалаев становится директором Иркутского стоматологического института, одновременно возглавив кафедру хирургической стоматологии Иркутского медицинского института, руководство которой он осуществлял в течение почти 30 лет, до конца жизни.
В 1951 году назначен директором (ректором) Иркутского медицинского института (в 1952 году стоматологический институт был преобразован в стоматологический факультет медицинского института). В 1966 году К. К. Алкалаев защитил докторскую диссертацию и получил учёное звание профессора.
Научное направление школы профессора К. К. Алкалаева — лечение злокачественных опухолей челюстно-лицевой области и шеи. В течение многих лет К. К. Алкалаев был председателем правления Иркутского областного научного медицинского общества стоматологов. Является автором свыше 100 научных работ. Под его руководством защищено десять кандидатских диссертаций.
Награждён государственными орденами и медалями, в том числе медалью «За боевые заслуги» (1967 год).
Умер в Иркутске в 1973 году.